# Loricatosaurus priscus
Il loricatosauro (Loricatosaurus priscus) è un dinosauro erbivoro appartenente agli stegosauri, o dinosauri a piastre. Visse alla fine del Giurassico medio (Calloviano, circa 165 milioni di anni fa) e i suoi resti fossili sono stati ritrovati in Francia e in Inghilterra.

## Descrizione
Questo dinosauro è noto per un paio di scheletri incompleti, attribuiti precedentemente al genere meno conosciuto Lexovisaurus. Doveva essere uno stegosauro di dimensioni medie, lungo circa 5 metri e dalla corporatura relativamente robusta. Il corpo era dotato di una doppia fila di piastre ossee immerse nella pelle, poste verticalmente lungo il dorso; queste strutture, nella zona della coda, prendevano la forma di lunghe spine difensive. Contrariamente a quanto ritenuto in precedenza, non era presente alcuna spina nella zona della scapola, ed è probabile che il fossile della presunta "spina scapolare" provenisse dalla coda. 

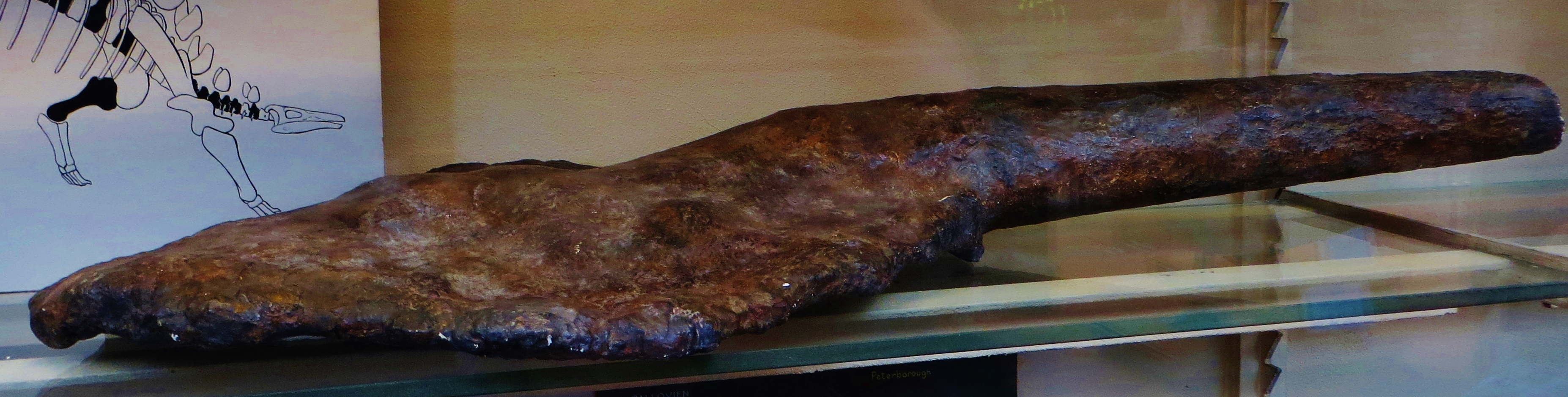
Piastra di Loricatosaurus priscus

## Classificazione
Il nome Loricatosaurus è stato attribuito nel 2008 ad alcuni fossili di stegosauro precedentemente ascritti al genere Lexovisaurus. Il nuovo studio (Maidment et al., 2008) determinò che Lexovisaurus era basato su materiale non diagnostico (privo di caratteri distintivi) e che quindi era un nomen dubium; per gli altri esemplari attribuiti, invece, si coniò il nome Loricatosaurus. Il nome della specie, L. priscus, deriva dal primo nome associato al materiale diagnostico, ovvero il cosiddetto "Stegosaurus" priscus descritto da Franz Nopcsa nel 1911.